# NGC 2242
NGC 2242 je planetarna maglica  u zviježđu Kočijašu. 

## Vanjske poveznice
- SEDS: NGC 2242